# Упадок британских усадеб в XX веке

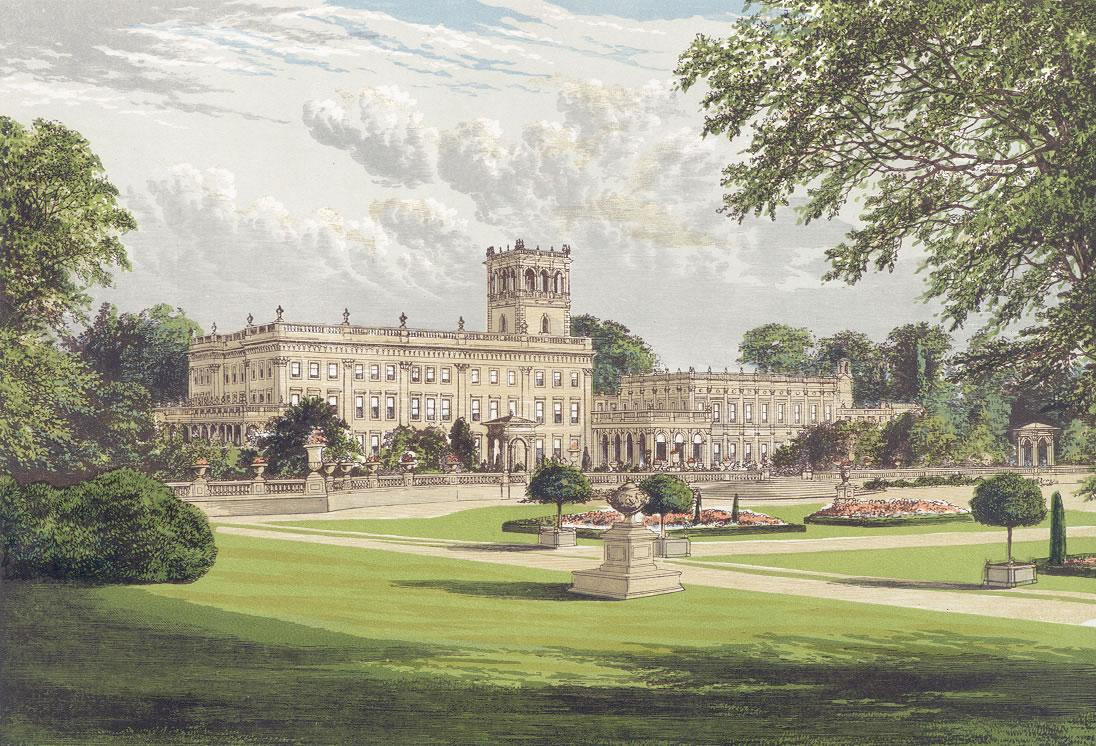
Трентам-холл (Стаффордшир) был столь роскошен, что персидский шах, посетивший его в 1873 году, посоветовал принцу Уэльскому по восшествии на престол немедленно казнить владельца.

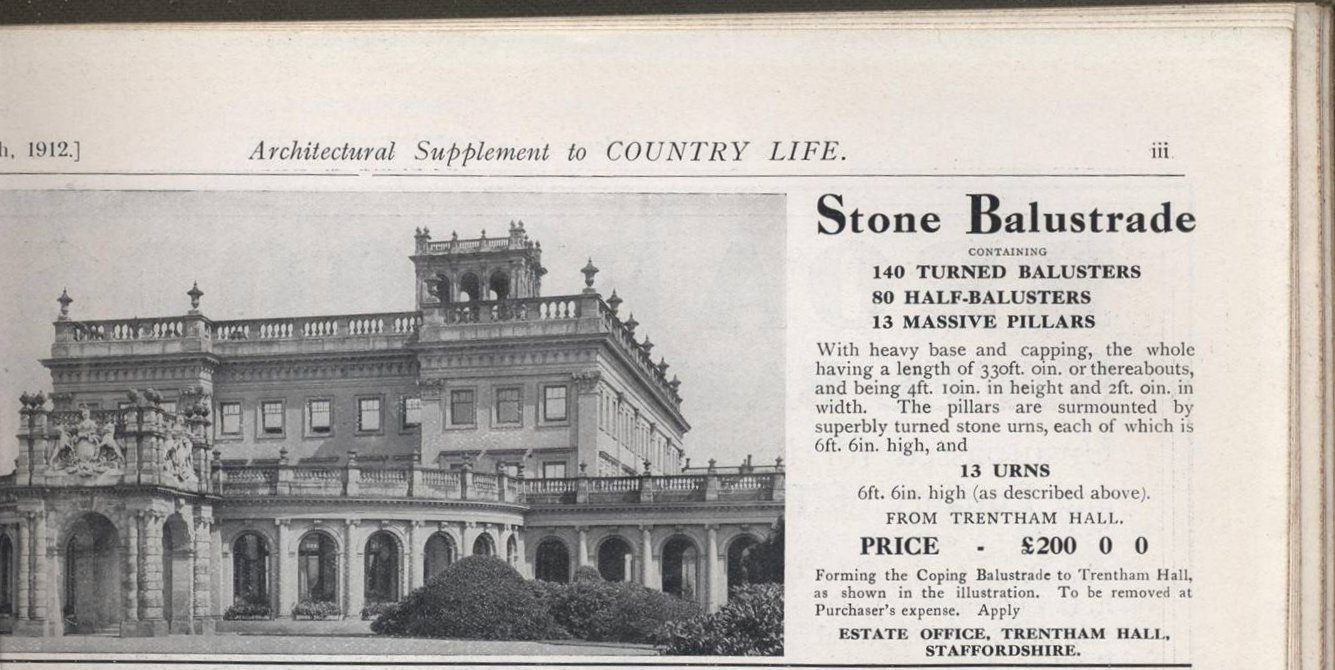
Объявление о продаже балюстрады и урн с крыши Трентам-холла (1912)

Упадок и снос загородных домов в Великобритании в XX веке стал результатом смены социальной структуры общества. Множество домов самой разной архитектурной ценности были снесены самими владельцами, и среди историков и архитекторов «утрата домов» многими считается трагическим событием для английской культуры.
Британская знать занималась сносом своих загородных резиденций с XV века, когда они потеряли оборонительное значение, и основным требованием стала комфортность. Многие аристократы всю жизнь находили удовольствие в строительстве и переделке своих поместий. Особенно широко эта практика распространилась в XVIII веке с установлением обычая совершать «гранд-тур» и привозить из него предметы искусства классической античности. В течение XIX века многие дома были расширены, чтобы вместить множество слуг и работников, необходимых для ведения загородного образа жизни. Вскоре это станет причиной, по которой дома будет очень дорого содержать.
В начале XX века снос загородных домов стал преобладать над реконструкцией и строительством, и к концу столетия бывали уничтожены даже относительно новые дома Эдвина Лаченса. Причины тому разнообразные: социальные, политические и, главным образом, экономические. В сельской Британии этот процесс вызвал экономический переворот, потому что и в XX веке поместья создавали большое количество рабочих мест и содержали местные школы, приходы и больницы. Поместье оставалось фундаментом сельской жизни.
С 1900 года в Англии снесены 1200 загородных домов. Среди снесённых зданий 378 имели немалую архитектурную ценность, причём порядка двух сотен из них утрачены после 1945 года. В их числе есть даже постройки Роберта Адама (величайшего из английских архитекторов XVIII века): например, Болбэрди-хаус и монументальный дворец Гамильтонов. За двадцать лет (1945—1965) только фирмой Чарльза Бранда из Данди в Шотландии было снесено 56 усадебных резиденций. Подсчитано, что в продолжение XX века исчезла шестая часть существовавших в Англии усадебных домов.

## Общий обзор процесса

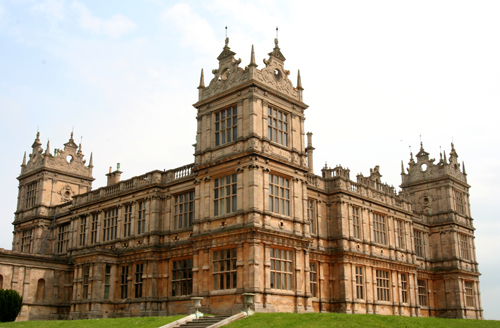
Замок Ментмор

Снос зданий общегосударственного значения в Британии до XX века не был чем-то исключительным. Например, в 1874 году снос Нортумберленд-хауса в Лондоне, одного из лучших образчиков английского Ренессанса, прошёл совершенно незамеченным. Ещё до Первой мировой войны, 4 мая 1912 года, журнал «Country Life» («Сельская жизнь») (англ. Country Life (magazine)), опубликовал непримечательное объявление о том, что балюстрада и урны с крыши Трентам-холла продаются за 200 фунтов. Одно из величайших герцогских поместий Британии было снесено без особенного внимания со стороны публики: хозяин — барин. В том же журнале часто появлялись подробные обзоры поместий, вновь построенных модными архитекторами, например, Лаченсом. Загородные дома аристократов сносились и строились заново, и пока они продолжали давать работу местным жителям, это не привлекало внимания.
До Первой мировой войны сносов было немного, но затем темпы неуклонно росли, и к 1955 году в среднем сносили один дом в пять дней. В 1944 году попечители Касл-Ховарда сочли, что у дворцов нет будущего, и начали понемногу распродавать движимое имущество. Растущие налоги и недостаток рабочих рук делали прежний образ жизни экономически невозможным. Даже сохранившиеся богатство и знатность хозяев не защищали дома, потому что и богатые владельцы избавлялись от лишних расходов и сомнительных привилегий, которые дворец символизировал.

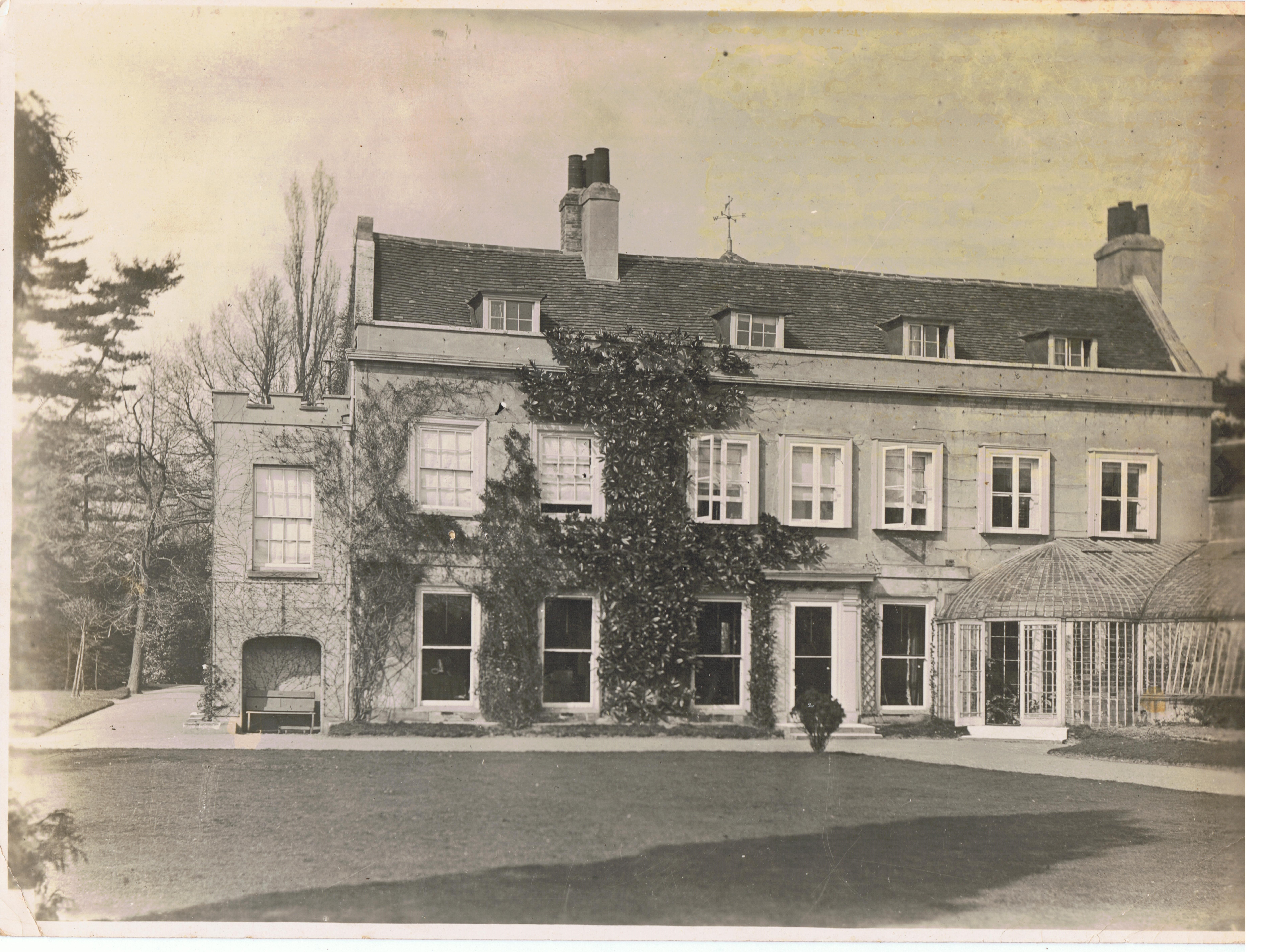
Небольшой домик Доули-корт с 20 акрами земли (Аксбридж, ок. 1894) в 1929 году продан за 10 тыс. фунтов и вскоре снесён

Таким образом, снесены были не только небольшие поместья обедневших дворян, но и герцогские дворцы. Например, в 1963 году разобран до фундамента и заменён скромным домиком Итон-холл (архитектор Альфред Уотерхаус), принадлежавший богатейшему пэру Англии. Шестнадцатью годами ранее герцог Бедфорд уполовинил аббатство Уоберн, снеся фасады и интерьеры Флиткрофта и Холланда. Хардвик-холл герцогам Девонширским удалось спасти при помощи передачи Казначейству в счёт налога на наследство, который составил 80 % стоимости поместья, но этот способ имеет весьма ограниченные масштабы: например, в 1975 году Правительство лейбористов отказалось принять замок Ментмор, результатом чего стала распродажа на аукционе, в том числе за границу, одной из лучших в стране коллекций предметов искусства (в том числе произведений Гейнсборо, Рейнольдса, Чиппендейла).
В 1960-е годы историки и общество стали осознавать ущерб, который наносят эти процессы, но изменение общественного отношения длилось долго, и лишь в 1984 году сохранение аббатства Калк, переданного Национальному фонду в счёт налога на наследство, продемонстрировало результаты. В XXI веке общественное внимание обеспечило сохранность Тинтсфилда в 2002 году, а в 2007-м в Шотландии после продолжительных дебатов сохранён Дамфрис-хаус со всем содержимым. Теперь снос памятников архитектуры в Великобритании легально невозможен, и старинные поместья, особенно с хорошо сохранившимся содержимым дома, считаются достойными сохранения. Тем не менее, многие загородные дома по-прежнему находятся под угрозой утраты, и их сохранение, особенно в части интерьеров и движимости, законом не обеспечено.

## Обеднение помещиков

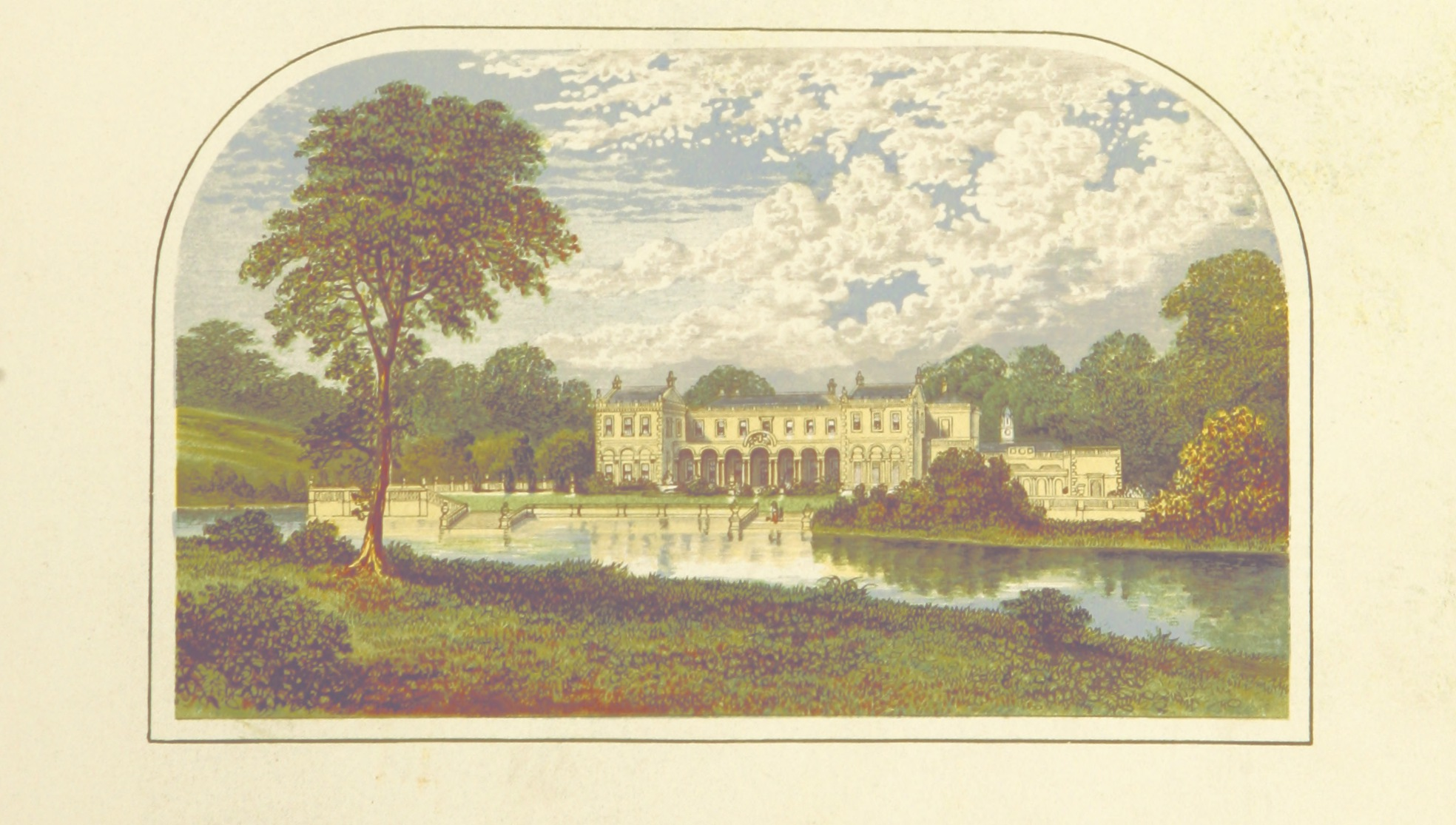
Кламбер-парк (Ноттингемшир), принадлежавший герцогам Ньюкаслским. Снесён в 1938 году.

Роман Ивлина Во «Возвращение в Брайдсхед», который описывает жизнь в английском загородном доме, вышел в 1945 году. В нескольких первых главах автор описывает эксклюзивный образ жизни в прекрасных домах, наполненных роскошью и слугами, которому многие завидовали, а в последних — тщательно документирует перемены в мире, в результате которых поместье как естественный символ власти и привилегий не может больше существовать.
Уже в июне 1940 года «Таймс» уверенно описывала общество после победы, в котором «новый порядок не может основываться на привилегиях, будь то привилегии земельной аристократии, привилегии класса или личные». Так и произошло: правительство возвращало реквизированную для войны собственность, часто в весьма пострадавшем состоянии, обедневшим владельцам. Налоги возросли из-за военных расходов. Старый порядок очевидно ушёл. В новом политическом климате многие помещики видели единственный выход в том, чтобы оставить родовые руины, и неспешные довоенные темпы сноса резко ускорились.
Отличие XX века от прежних времён состояло в том, что снос теперь стал последним и отчаянным решением. Во-первых, здание таким образом не требовало уплаты налога на наследство. Во-вторых, застройщики платили выше за пустой участок, на котором легче построить множество небольших домиков и продать с прибылью. Это соображение было особенно актуально в первые послевоенные годы острого жилищного кризиса в Британии из-за разрушения тысяч домов при бомбардировках. Снос поместья следовал за сносом городского дома по тем же причинам.
Сносить большие поместья было тем легче, что аристократы женились в своём кругу, предпочитая единственных наследниц, и к XX веку владели несколькими загородными домами сразу. Они выбирали наиболее удобный, дешёвый в содержании или особенно любимый дом, свозили туда наиболее ценные сокровища из остальных, и сносили последние, избавляясь от лишних расходов.

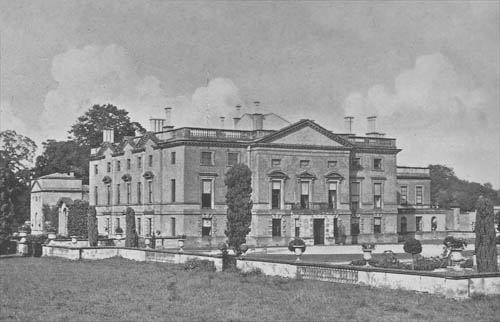
Стэнвик-парк ок. 1900 года

Тем не менее, большинство снесённых таким образом домов не имели особой архитектурной ценности по сравнению с крупными шедеврами знаменитых архитекторов барокко, палладианства или неоклассицизма. Это были приятные небольшие домики джентльменов-фермеров, которые с облегчением сносили древние усадьбы, чтобы переселиться в более дешёвый и удобный фермерский или совсем новый дом в своём же поместье.
Время от времени и лорды опускались в финансовую яму. Герцог Мальборо смог сохранить Бленем только в результате женитьбы на американке, обменявшей титул герцогини на огромное приданое. Не все были столь удачливы и не каждый позволял себе такой вариант. В 1848 году Ричард Темпл-Гренвиль, 2-й герцог Бэкингем, объявил себя банкротом с долгом более миллиона фунтов, и продал содержимое Стоу-хауса, одной из наиболее величественных усадеб Британии. Впрочем, его наследник, 3-й и последний герцог, и его наследники, графы Темпл, унаследовали его финансовые неурядицы и в 1922 году распродали всё до последней садовой вазы и продали дом, который, к счастью, не снесли, а переделали в школу. Герцогам Ньюкаслским не помогла и продажа алмаза Хоупа, их огромное и слишком дорогое в содержании основное поместье Кламбер-парк пришлось снести в 1938 году, после чего герцоги остались без герцогской резиденции — небольшой дом на месте прежнего так и не был выстроен. Другие пэры Англии тоже вынуждены были освобождаться от лишнего. Герцоги Нортумберлендские сохранили замок Алник ценой продажи под снос своего пятого поместья Стэнвик-парк в Северном Йоркшире. Герцоги Бедфордские сохранили заметно уменьшившееся аббатство Уоберн, продав всё остальное. Каковы бы ни были конкретные причины продаж и сносов в каждом случае, подоплёка всегда была экономической: подоходный налог и налоги на наследство постоянно росли.

## Причины

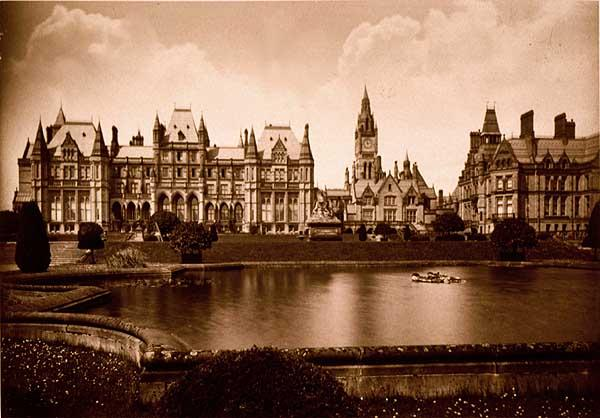
Итон-холл (арх. А. Уотерхаус) снесён в 1963 году, когда викторианская архитектура вышла из фавора. Взамен построен современный дом гораздо меньших размеров

До XIX века привилегированные сословия английского общества наслаждались жизнью, практически свободной от налогов. Труд был дешёв и изобилен, поместья приносили доход от арендаторов и политическое влияние. В течение XIX века это положение стало изменяться, и к середине XX-го власть аристократов ослабла, а налоговое бремя, наоборот, стало тяжёлым. Трудовые ресурсы уменьшились из-за войн, вдобавок, в других местах можно было получить оплату больше, чем в поместье. Налоги на наследство достигли пика при правительстве лейбористов, взявшем власть в 1945 году. Поместья, таким образом, стали убыточны, и хозяева стали избавляться от этих белых слонов, а общество не было готово сберегать их в ином качестве.
Этому несколько причин. Главная из них — отсутствие в начале XX века законодательства о культурном наследии. Общество также ещё не было столь привязано к старинным зданиям, как в начале XXI века. К середине 50-х годов темпы утраты наследия достигли пика — в среднем один объект в пять дней, но это мало кого волновало, потому что после Второй мировой войны Британия восстанавливалась долго, долго продержались карточная система распределения продуктов питания и ограничения на строительство. Ещё с 1914 года начался отток занятых из домашней прислуги, и возвращаться от неплохо оплачиваемых свободных занятий к жизни в поместье люди не спешили, из-за чего жизнь в сельском доме стала доступна только богатейшим из богатых.

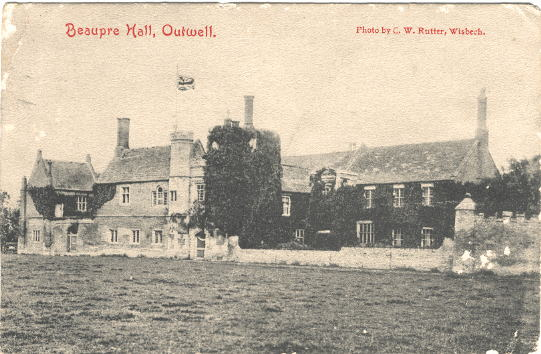
Замок Бопре (Норфолк) — раннее укреплённое поместье. Снесён в 1966 году, когда уже был плотно окружён множеством маленьких домиков

Вдобавок, до 50-х годов мало кто из недворян бывал в парадных комнатах больших поместий, а те, кто бывали, должны были работать там, не поднимая глаз, и о сокровищах просто не знали. Кроме общего равнодушия, причиной были сами лорды: законодательство об охране наследия писали они же, исключая частные домовладения из подлежащих охране зданий.
В течение Второй мировой войны многие большие дома были реквизированы на военные нужды и в течение нескольких лет использовались военными, гражданскими, медицинскими, образовательными и другими учреждениями, потребности которых были весьма далеки от тех, для которых здания были построены. Когда их вернули владельцам, многие оказались в сильно изношенном или вовсе разрушенном состоянии. В послевоенное двадцатилетие ресурсы были ограниченны и направлены на восстановление тысяч разбомбленных домов, а не элитных поместий.

### Утрата доходов от поместий
До 1870-х годов крупные поместья сдавали тысячи акров земли фермерам-арендаторам, а усадебный дом имел собственную ферму для мясного и молочного животноводства, огород с овощами и плодовый сад. В 1870-е годы и позднее британское сельское хозяйство не выдержало конкуренции с дешёвыми импортными продуктами, и поместья перестали финансировать проценты по займам и закладным, с помощью которых обеспечивалась роскошная жизнь аристократа, обычно состоявшая из увеселений в сельском и городском домах.
К 1880 году Долгая депрессия привела к тому, что землевладельцы переставали сводить концы с концами. Одни поддерживали поместья доходами из иных источников (торговля и банковские операции), другие, как сильно обедневшие герцоги Мальборо, торговали титулом для американских невест.

### Утрата политической власти
Загородные дома были домами владетельных особ, обителями власти, из которых лорды управляли не только своими поместьями, но и всеми местными и не только жителями. На выборах, до 1872 года проходивших открытым голосованием, право избирать имели не все, и обладавшие этим правом часто были друзьями помещиков, его деловыми партнёрами, его работниками по найму и арендаторами. Неудивительно, что открытое голосование против кандидата, выдвинутого твоим работодателем или хозяином собственности, которую ты арендуешь, считалось неблагоразумным.
Акт о народном представительстве (1884), также известный как Третья реформа, с 1885 года расширил круг избирателей до 60 % взрослых мужчин, теперь голосовать могли арендаторы, платившие от 10 фунтов в год, или собственники земли, оцениваемой в 10 фунтов и более. Одновременно были заново нарезаны избирательные округа, в результате чего кандидаты, годами без труда избиравшиеся в Парламент, обнаружили, что их электорат больше не находится в их власти. Таким образом постепенно государственная власть стала уходить как от крупной, так и мелкопоместной аристократии. В 1888 году создание института местного самоуправления ослабило и власть помещиков над ближайшей округой. Последним ударом стал Акт 1911 года, который отнял у Палаты лордов право вето на важнейшие законопроекты.
Стоимость сельскохозяйственной земли и доходы от неё неуклонно падали, и первыми жертвами стали лондонские дворцы, которые перестали быть для пэров средством продемонстрировать своё значение. Земля под ними легко продавалась за наличные и обычно стоила дороже без помпезного и устаревшего здания. Вторым вариантом была продажа земли в деревне, особенно если она была куплена ради политического влияния. Такие покупки и до 1885 года вели к разрушению усадебных домов, потому что купленный дом был не нужен, и его забрасывали. Так произошло с замком Тонг и многими другими.

#### Пример: замок Тонг

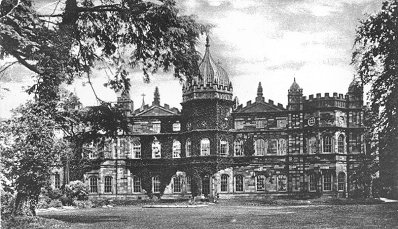
Замок Тонг

Замок Тонг в Шропшире был огромным поместьем, построенным в 1749—1776 годах в стиле неоготики на месте снесённой крепости XII века. В 1854 году он перешёл к графам Брэдфордам, которым были нужны только земли, а в доме они не собирались жить и сдавали его в наём семейству Хартли из Вулверхэмптона с 1856 по 1909 год. В 1911 году замок сгорел, и его не восстанавливали. Он медленно разрушался до 1954 года, когда его снос превратили в развлекательное мероприятие: в стенах дома были просверлены 208 шурфов, в которые заложено 136 фунтов (62 кг) пластита и 75 фунтов (34 кг) аммотола. В церкви открыли окна, чтобы их не выбило, и 18 июля 1954 года при большом стечении народа и фотографов лорд Ньюпорт привёл в действие детонаторы.

### Налоги

#### Подоходный налог
Подоходный налог появился в Великобритании в 1799 году для финансирования войн с Наполеоном. Он не распространялся на Ирландию. Ставка была установлена в 10 % доходов с послаблениями для тех, чей доход меньше 200 фунтов. В 1802 году с затуханием военных действий налог отменили, но в 1803 году ввели снова. После Ватерлоо налог снова отменили, но его полезные качества не были забыты. В 1841 году, после избрания правительства Роберта Пиля, налог на доходы свыше 150 фунтов в год был снова «временно» введён для того, чтобы наполнить совершенно истощённую казну и с тех пор не отменялся. В течение XIX века порог оставался высоким, а ставка низкой, пока в 1907 году канцлер казначейства Асквит не предложил дифференцированный налог, ставка которого на ренту была выше, чем на заработки. Два года спустя «народный бюджет» Ллойд Джорджа предполагал дополнительный налог на большие доходы, который был отклонён Палатой лордов, где было немало крупных и очень богатых землевладельцев. Это была пиррова победа, потому что в результате неё Акт 1911 года отобрал у Палаты лордов право вето. В 1932 году угроза, которую эти налоги представляли для культурного наследия страны, была впервые осознана, и для арендаторов исторических зданий в собственности Национального фонда запросили льготу, но безуспешно.

#### Налоги на наследство
Обычно именно налоги на наследство считают основной причиной упадка загородных домов в Британии, хотя они не были феноменом XX века. Ещё в 1796 году введён налог на наследование денег (англ. Legacy duty), от которого были совершенно освобождены жёны и дети, но более дальние родственники платили ставку тем больше, чем дальше было родство. Этот налог быстро возрастал как в ставке, так и в охвате родственников, и к 1815 году от него были освобождены только супруги.
В 1853 году появился новый налог на наследство (англ. succession duty), который перекрыл некоторые лазейки в старом законодательстве. В 1881 году новый налог (англ. probate duty) вышел с формулировкой «на всё личное имущество», что впервые подводило под него не только недвижимость, но и в том числе фамильные драгоценности, которые зачастую были дороже недвижимости. Тем не менее, даже после 1894 года, когда либеральное правительство навело порядок в этой запутанной системе и установило налог в 8 % на имущество свыше 1 млн фунтов, этот налог не был чрезмерно неудобным для тех, кто мог неплохо прожить и на сумму меньше миллиона. В XX веке налоги на наследство, однако, медленно, но неумолимо росли, достигнув пика во время Второй мировой войны: в 1940 году они поднялись с 50 % до 65 %, и даже после окончания войны эти налоги были дважды подняты — в 1946 и 49 годах. Попыткам уклониться от налогов военное время и помогало, и препятствовало. Например, дарение налогом не облагалось, а в случае гибели одаренного на войне его наследники освобождались от налога. Но если такой человек погибал, не женившись и не имея законных детей, имущество отходило обратно и проблема налога возвращалась.

## Законы о защите культурного наследия

### Акты 1882 и 1900 года о древних памятниках

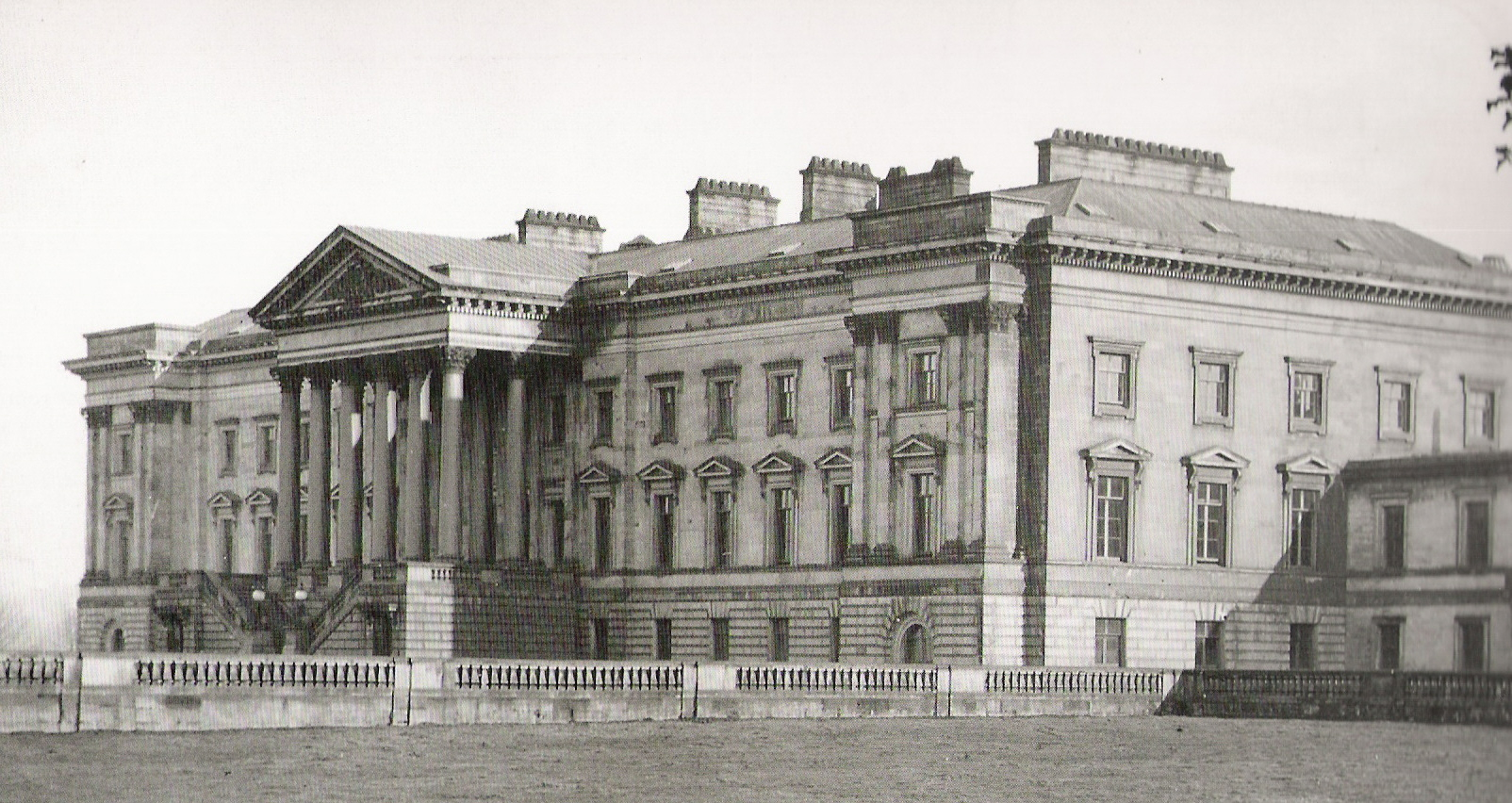
Дворец Гамильтон, родовое поместье герцогов Гамильтон (1695 и позднее) снесён в 1921 году

Акт о защите древних памятников 1882 года был первым в Британии законом, с помощью которого можно было бы учесть и защитить наследие. Он не коснулся загородных домов, но следующий акт 1900 года обусловил обязанность для хозяев памятников из каталога 1882 года входить в соглашение с органами власти, которые таким образом помещали памятник под общественную охрану.
Эти соглашения не угрожали праву частной собственности, но возлагали на органы власти обязанность сохранять памятник национального значения. Таким образом акты эти, хотя и были сильно наклонены в сторону прав владельца, стали прецедентом для дальнейшего развития охраны наследия. Эти акты касались только доисторических археологических памятников — 26-ти в Англии, 22-х в Шотландии, 18-ти в Ирландии и трёх в Уэльсе.
Акты не указывали прямо возможность постановки на учёт обитаемых строений, потому что аристократы не потерпели бы над собой такой власти. Например, в 1911 году баснословно богатый герцог Сазерленд решил избавиться от Трентам-холла — огромного дворца в итальянском стиле. Передать его местным властям не удалось, и он решил снести здание. Раздался голос общественного порицания, в результате чего герцог Ратленд написал в «Таймс» гневное и ехидное письмо, сетуя на то, что ему нельзя было и шагу ступить в Хэддон-холле без позволения какого-нибудь инспектора. Горечь Ратленда была вызвана тем, что он как раз бережно восстановил своё поместье Хэддон-холл, восходящее к XI веку. Несмотря на то, что герцог Сазерленд не был стеснён в средствах, он снёс Трентам-холл, а парк вокруг него сделал общественным местом отдыха.
Первым законом, касавшимся всех памятников, был Акт 1913 года, который ясно определял, что к памятникам может быть отнесено «любое здание или сооружение, не используемое для религиозных нужд». Акт обязывал собственника реестрового памятника уведомлять специальное бюро обо всех грядущих изменениях, включая снос, и бюро имело право рекомендовать Парламенту защитить здание вне зависимости от желания владельца.
Как и предшествующие, Акт 1913 года намеренно не упоминал обитаемые здания, дворцы или замки. Принятие этого акта было ускорено скандалом с замком Таттерсхолл, который один американский миллионер намеревался купить и вывезти в США. Замок спешно выкупил и отреставрировал лорд Керзон. Акт 1913 года пролил больше света на тот риск, которому подвергается национальное наследие Британии. Также в нём было новое требование открывать для публики здания, которые содержатся на общественный счёт.
Вместо того, чтобы расширять перечень подлежащих охране зданий, его держали без движения, что привело к утрате нескольких ценных зданий. Среди них тюдоровских времён фахверковый Эйджкрофт-холл, который в 1925 году разобрали и целиком — брёвна, плетень и обмазку — перевезли в Америку. В 1929 году таким же образом был экспортирован небольшой приорат в Уорике, ныне известный как Вирджиния-хаус.
В 1931 году Акт 1913 года был исправлен. В него внесли запрет на застройку прилежащих к памятнику территорий и включили возможность признания памятником «любого здания или сооружения, или иного рукотворного объекта над землёй и под землёй». Акт по-прежнему не распространялся на обитаемые дома, хотя в противном случае он мог бы способствовать сохранению множества снесённых между войнами объектов.

### Акт о планировании городов и сельской местности (1932)

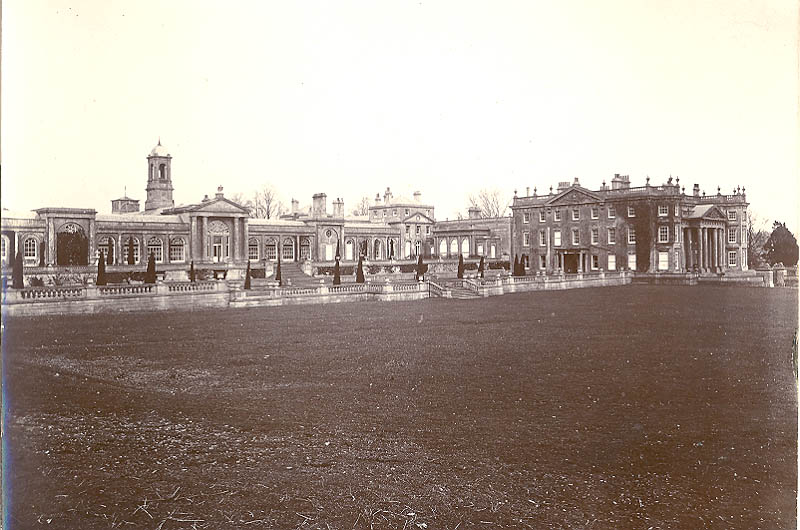
Бовуд-хаус (Уилтшир, арх. Р. Адам) до сноса большей части комплекса в 1956 году. Сохранившееся оранжерейное крыло (слева на снимке) — памятник I класса

Акт 1932 года регулировал, главным образом, застройку и городское планирование, но среди прочего содержал в Статье 17 позволение для муниципальных властей препятствовать сносу любой постройки в пределах управляемой территории. Такое неуважение к принципу «мой дом — моя крепость» спровоцировало аристократов на такие же отповеди, как в 1911 году. Маркиз Хартингтон сказал: «Статья 17 — совершенно ужасающая статья. Наши дома унаследованы нами не по парламентским актам, а от череды поколений свободных англичан, которые и слов „окружной совет“ знать не знали». При этом маркиз был членом Королевской комиссии по древним и историческим памятникам в Палате Лордов. Эта комиссия и должна была руководить разработкой законодательства о сохранении памятников, так что, после одобрения в Палате Лордов, к нему был добавлен последний параграф, исключавший из-под его юрисдикции «любые постройки из списков, опубликованных Министром Работ» и дополнительно утверждавший, что Акт «не касается полномочий Министра Работ». Получилось же так, что после скоропостижной смерти самого маркиза (уже в титуле герцога Девонширского) его сын в счёт уплаты налога на наследство передал государству одно из важнейших английских поместий — Хардвик-холл. Лондонский дом герцогов Девонширских на Пиккадили был снесён под застройку ещё в 1920 году.

### Акт о планировании городов и сельской местности (1944)
Акт 1944 года был принят в преддверии конца Второй мировой войны и касался, главным образом, застройки разбомбленных территорий, но в нём была ключевая для исторических памятников статья, которая возлагала на местные власти обязанность составить список всех архитектурно значимых зданий в пределах своей юрисдикции, в том числе, впервые, обитаемых частных владений. Таким образом был заложен фундамент под реестр объектов культурного наследия. Объекты были разделены на три категории по значимости
- класс I (представляющие исключительный интерес)
- класс II* (представляющие более чем особый интерес)
- класс II (представляющие особый интерес и достойные сохранения)[45]

Акт криминализовал несогласованные переделки и снос. На практике он поначалу применялся плохо, реестр был небольшим, и более чем наполовину состоял из объектов единственного городка Уинчелси в Суссексе. Штрафы за снос объектов были значительно меньше, чем прибыль от застройки места. В 1946 году произошёл «самый мстительный эпизод классовой борьбы»: правительство лейбористов настояло на том, чтобы под открытую разработку угля был отдан парк Вентворт-вудхауса — крупнейшего загородного дома Британии. Министр топливно-энергетических ресурсов Мэнни Шинвелл настаивал, чтобы 300-летние дубы парка были выкорчеваны до самого порога дома. Сам дом планировалось отобрать у графа Фицуильяма для заселения «семей бездомных рабочих», пока он не согласился, под давлением сестры-социалистки леди Мейбл Фицуильям, отдать его под колледж. В таком политическом климате многие семьи оставляли свои родовые поместья.

### Акт о планировании городов и сельской местности (1947)

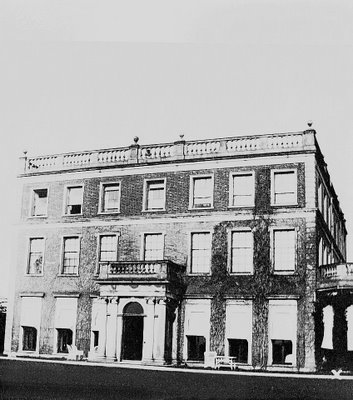
Бельвуар-хаус (Белфаст) — поместье баронов Дерамор — снесён в 1961 году Североирландской службой лесоводства

Этот Акт стал на тот момент самым подробным законодательным актом о градостроительстве в Англии. В отношении исторических зданий он зашёл дальше предыдущих, требуя от собственников уведомлять местные власти о планируемых переделках или сносе. Теоретически он давал местным властям полномочия предотвратить снос с помощью охранного обязательства. Герцог Бедфорд был оштрафован за снос половины Уобернского аббатства по этому закону, хотя тот факт, что герцог не привлёк общественного внимания в процессе сноса огромного дома, видного с оживлённого шоссе, говорит сам за себя.
Корнем проблемы было не законодательство, а равнодушие, которое вело к тому, что Акт плохо применялся. После того как в 1956 году лорд Лансдаун уведомил о намерении снести бо́льшую часть поместья Бовуд (архитектор Роберт Адам), в том числе главное здание комплекса, никто не возвысил голоса против, кроме историка архитектуры и исследователя английских загородных домов Джеймса Лис-Милна. Сохранить комплекс в целости не удалось. Несмотря на законодательство, в середине 50-х годов темпы утраты загородных домов были наиболее высокими — один в пять дней.

### Акт о планировании городов и сельской местности (1968)
Снос замедлился после принятия Акта 1968 года, который обязал собственников не уведомлять, но получать разрешение на снос. Также он дал местным властям полномочия немедленно выдавать «уведомление о сохранении здания» (англ. Building Preservation Notice), которое распространяло на него все охранные обязательства реестровых памятников. В 1968 году снос загородных домов перестал исчисляться десятками в год.
Последним фактором для сохранения английского наследия стала перемена общественного мнения. В 1974 году для этого много сделала «Выставка снесённых загородных домов» в Музее Виктории и Альберта. Выставка привлекла много внимания и была очень хорошо принята. Впервые о том, что загородные дома являются важным пластом культурного наследия Англии, которое следует сохранять, озаботились не небольшие группы интеллектуалов, а широкая общественность. Сегодня в список более 370 тысяч памятников архитектуры входят абсолютно все здания, построенные до 1700 года, и большинство построенных до 1840 года. После этих дат для придания зданию охранного статуса необходимо показать его историческое или архитектурное значение.

## Переоценка
Беспрецедентная волна сносов не привела к окончательному угасанию интереса к загородным домам. Напротив, те из хозяев, кто мог себе это позволить, занимались переустройством домов и модификацией их под новый образ жизни без такого значительного количества слуг, как прежде. Часто добавленные позднее, в XIX веке, служебные постройки сносили, как, например, в Сандрингемском дворце, или оставляли на волю стихий, как в Уэст-Уиком-парке.
Около 1900 года столярные изделия из усадеб, как например стеновые панели и лестницы, а также камины и другие элементы интерьеров, нашли широкий рынок сбыта в США. Случаи перевозки целых домов исключительны, но бывали. Лестница времён Реставрации из усадьбы Кассиобери-парк графов Эссекс оказалась в Метрополитен-музее наряду с другими элементами, из которых там собраны характерные для различных периодов развития архитектуры комнаты, например, лепнина эпохи рококо из столовой Дэшвудов в Киртлингтон-парке, комната с гобеленами из Крум-корта и целая столовая архитектора Роберта Адама из Лэнсдоун-хауса в Лондоне.

## Дворцовый туризм
Множество богатых усадеб было доступно для чистой публики за известную плату. «Чистая» публика могла постучаться в дверь, и дворецкий или экономка проводили экскурсию. Например, экскурсия по вымышленному загородному дому сэра Лестера Дедлока описана Диккенсом в «Холодном доме». Ещё раньше, в начале XIX века, в «Гордости и предубеждении» Остин описана экскурсия под руководством экономки по поместью Пемберли, принадлежавшему мистеру Дарси, для Элизабет Беннет с дядей и тётей. Когда позднее открылся для посещения замок Бивер, 7-й герцог Ратленд, по словам его внучки-социалистки леди Дианы, принимал «приветливый и довольный вид». В личные покои посетители не допускались, а сборы направляли на благотворительность.
В 1898 году основан «Национальный фонд мест исторического интереса и красот природы» — благотворительное общество для защиты и сохранения ландшафтов, которое вскоре переключилось на исторические здания, отчасти с подачи миллионера и филантропа Эрнеста Кука. Кук посвятил жизнь сохранению загородных домов и купил в 1931 году Монтакут-хаус позднеелизаветинских времён, который продавали на слом за 5,8 тыс. фунтов. Кук подарил его Обществу защиты старинных зданий, которое тут же перепоручило его Национальному фонду, который получил, таким образом, одно из первых больших зданий, за которым в течение 70-ти лет последовали более трёхсот других, которые Фонд сохраняет и показывает публике.
После Второй мировой войны землевладельцы, которые до того избавлялись от меньших поместий, чтобы сохранить главное, поняли, что и главные их владения тоже под угрозой. К тем, кто рассматривал вариант передоверить усадьбы Фонду, приходил эксперт Джеймс Лис-Милн. Перед ним была сложная задача выбрать между приёмом здания и его спасением и отказом, за которым следовало естественное разрушение или снос. В опубликованных воспоминаниях Лис-Милн писал о том, какое смущение испытывали собственники оттого, что мир совершенно переменился. Одни благодарили Фонд, другие проклинали.
Для некоторых владельцев родовое поместье было слишком большой ценностью. Оно представляло славу и богатство рода на момент его высшего благосостояния, и было столь неотъемлемой частью жизни, что ради его сохранения аристократы совершали немыслимый прежде поступок — они начинали работать и зарабатывать. В предисловии к изданию 1959 года уже упомянутого выше романа «Возвращение в Брайдсхед» Ивлин Во писал, что и подумать не мог о том, что Брайдсхед окажется в сфере экономики, связанной с культурным наследием. Наряду с владельцами, сносившими свои поместья, он полагал, что они в любом случае обречены:

Весной 1944 года было невозможно предвидеть нынешний культ английского загородного дома. Тогда казалось, что древние поместья, одно из главных наших достижений в искусствах, обречены на разрушение, как монастыри в XVI веке, и я писал об этом искренно и страстно. Сегодня же Брайдсхед был бы открыт для посетителей, сокровища его приведены в порядок людьми науки, а сами здания сохранялись бы куда тщательнее, чем при лорде Маршмене.
Оригинальный текст (англ.)It was impossible to foresee, in the spring of 1944, the present cult of the English country house. It seemed then that the ancestral seats which were our chief national artistic achievement were doomed to decay and spoilation like the monasteries in the sixteenth century. So I piled it on rather, with passionate sincerity. Brideshead today would be open to trippers, its treasures rearranged by expert hands and the fabric better maintained than it was by Lord Marchmain.

Например, так поступил маркиз Батский со своим огромным домом Лонглит XVI века. Когда дом был ему возвращён после военной реквизиции в весьма плохом состоянии, маркиз вдобавок был должен выплатить 700 тыс. фунтов налога на наследство. Тогда он открыл дом для посетителей, оставляя полученные средства для финансирования здания. В 1966 году, чтобы поднять посещаемость, он поселил в нём львов, устроив, таким образом, первый в Британии сафари-парк. После Лонглита герцогами Мальборо, Девон и Бедфорд были открыты для посещений Бленэм, Чатсуорт-хаус и остатки Уобернского аббатства. Таким образом высшая аристократия задала тон, и через несколько лет сотни загородных поместий стали открываться для посещений 2-3 дня в неделю для тех людей, чьи предки в таких домах вытирали пыль и мыли полы. В других поместьях стали проходить музыкальные события, рок-фестивали. К 1992 году в 600 поместьях в год бывало по 50 млн посетителей. Поместья стали большим туристическим бизнесом. При этом, правда, открыв несколько комнат и устроив увеселения в парке, не удавалось поддерживать их все и полностью. Даже в годы бума такого рода туризма (60-е и 70-е) продолжались распродажи движимого имущества и сносы, а если разрешения на снос получить не удавалось, их забрасывали и оставляли естественному разрушению.

К началу 1970-х темп сноса, тем не менее, замедлился. Важным событием стала распродажа после долгой борьбы уникальной коллекции искусства из замка Ментмор, которая привлекла внимание публики. Замок со всем содержимым предлагали государству в качестве уплаты налога на наследство, но правительство лейбористов в виду грядущих общих выборов не стало спасать аристократическое поместье. В том же году наконец прекратились сносы — отчасти из-за более строгого соблюдения законодательства, отчасти из-за перемены общественного мнения после вышеупомянутой выставки в Музее Виктории и Альберта. Ущерб, нанесённый культурному наследию, тем не менее, поправить уже нельзя.

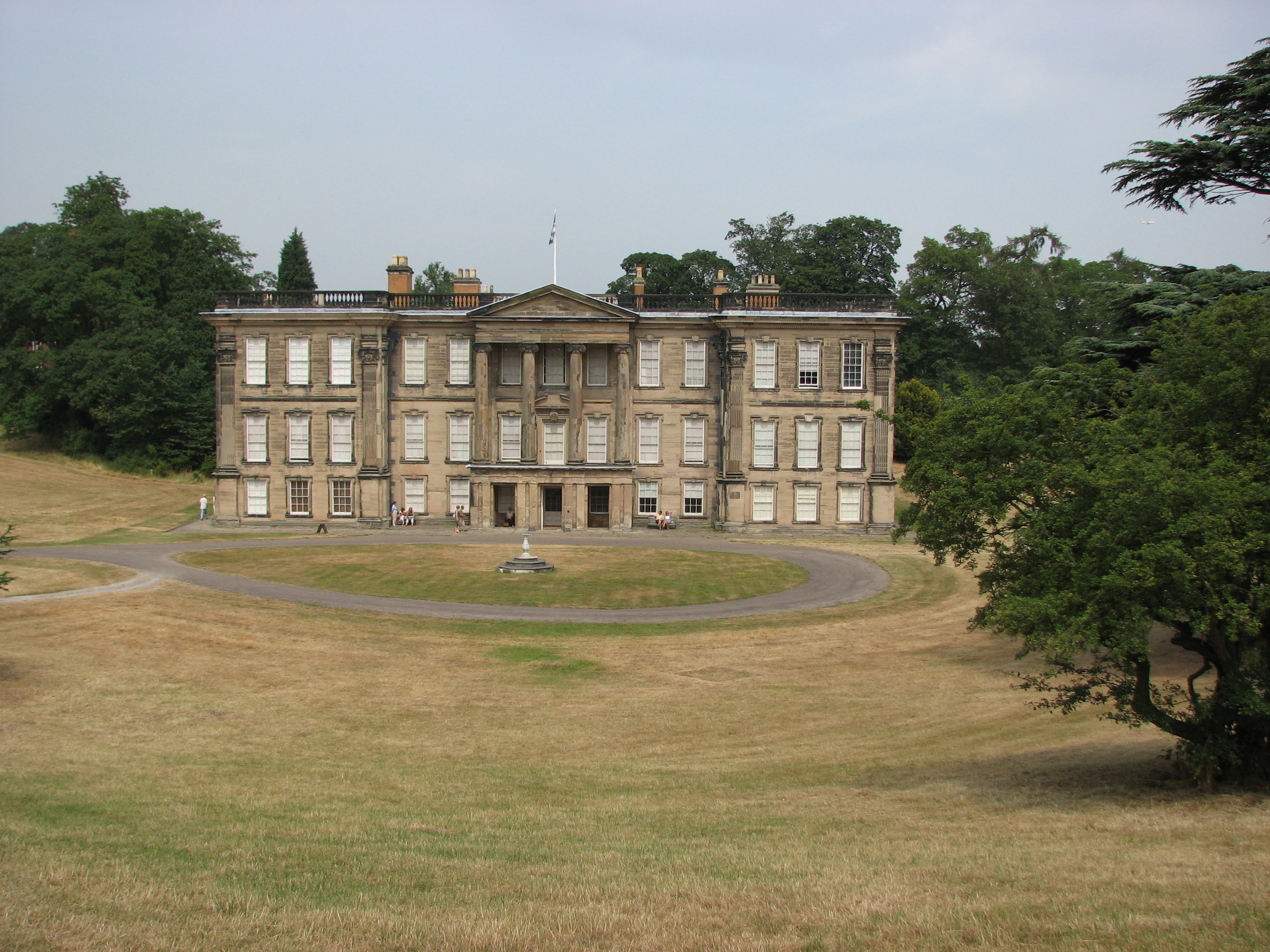
Кэлк-эбби

К 1984 году общественное мнение изменилось уже так сильно, что удалось спасти даже значительно пострадавшее от времени барочное поместье начала XVIII века Кэлк-эбби (Дербишир).

## Современность
В 1992 году, спустя 47 лет после выхода печального отцовского романа, Оберон Во писал в Дейли Телеграф, что уверен — загородные дома сохранятся: «Не думаю, что есть счастье больше, чем сыграть летним днём в крокет на английском газоне после хорошего ланча и перед лучшим обедом. Англичане мало что умеют делать лучше, чем кто-либо другой, и приятно, что это немногое сохраняется». Во писал о поместье Бримптон-д'Эверси, которое восходит к XV веку, а за 50 лет до того стало школой. Затем некоторое время владельцы пытались его поддерживать в качестве поместья, доступного для туристов, но не смогли и продали его под жильё. Также в нём проводят свадьбы и снимают кино, что достаточно типично для таких домов в XXI веке. Часть загородных домов преобразована в роскошные отели с обстановкой под старину, как, например, Латон-ху (Бедфордшир) и Хартвелл-хаус (Бакингемшир).

Часть поместий сохраняется исключительно в качестве объектов любования в результате общественных кампаний, например, неоготический Тинтсфилд (Северный Сомерсет), который сохранён со всем содержимым в 2002 году. В 2007 году после продолжительных споров и при финансовой и организационной поддержке герцога Ротсея в Шотландии был сохранён со всей обстановкой (мебель Чиппендейла) Дамфрис-хаус, хотя мебель уже вошла в каталог очередного аукциона Сотбис. Несмотря на то, что загородные дома в Британии защищены от утраты, распродажи их содержимого по-прежнему происходят.